# Freiluftschule
Eine Freiluftschule (französisch: école de plein air, englisch: open-air school) ist ein Schullandheim, das abseits von Wohngebieten, meist in der Nähe von Grün- bzw. Naturschutzgebieten, angesiedelt ist. Betrieben werden die Freiluftschulen heute häufig von großstädtischen Kommunen, die den Schülern ihrer Bildungseinrichtungen Gelegenheit zu Naturnähe geben wollen. Freiluftschulen, im deutschsprachigen Raum häufig als Waldschule bezeichnet, waren bedeutende Vorläufer und Wegbereiter heutiger Ganztagsschulen.

## Geschichte

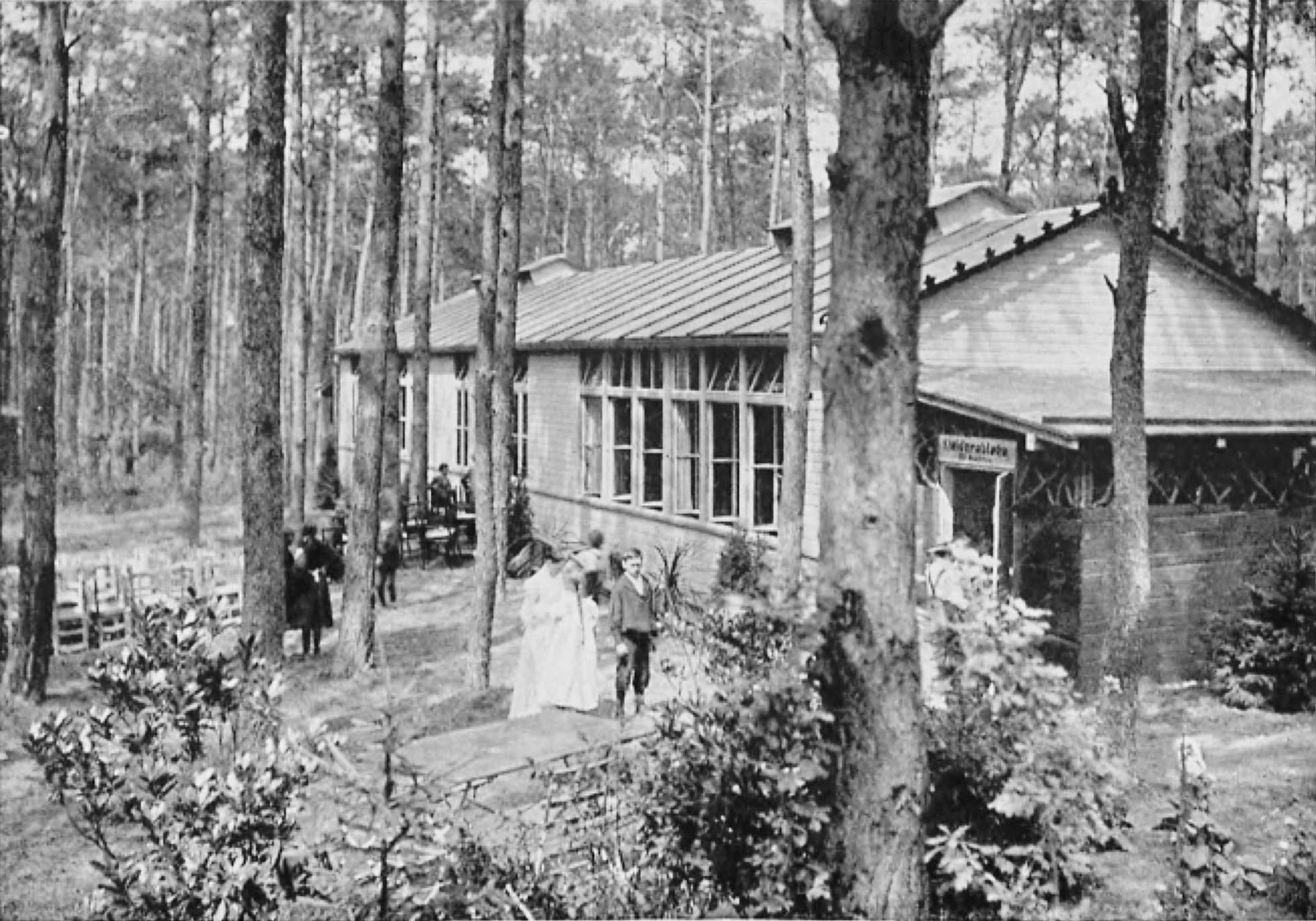
Foto 1: Waldschule für kränkliche Kinder in Charlottenburg bei Berlin (1904)

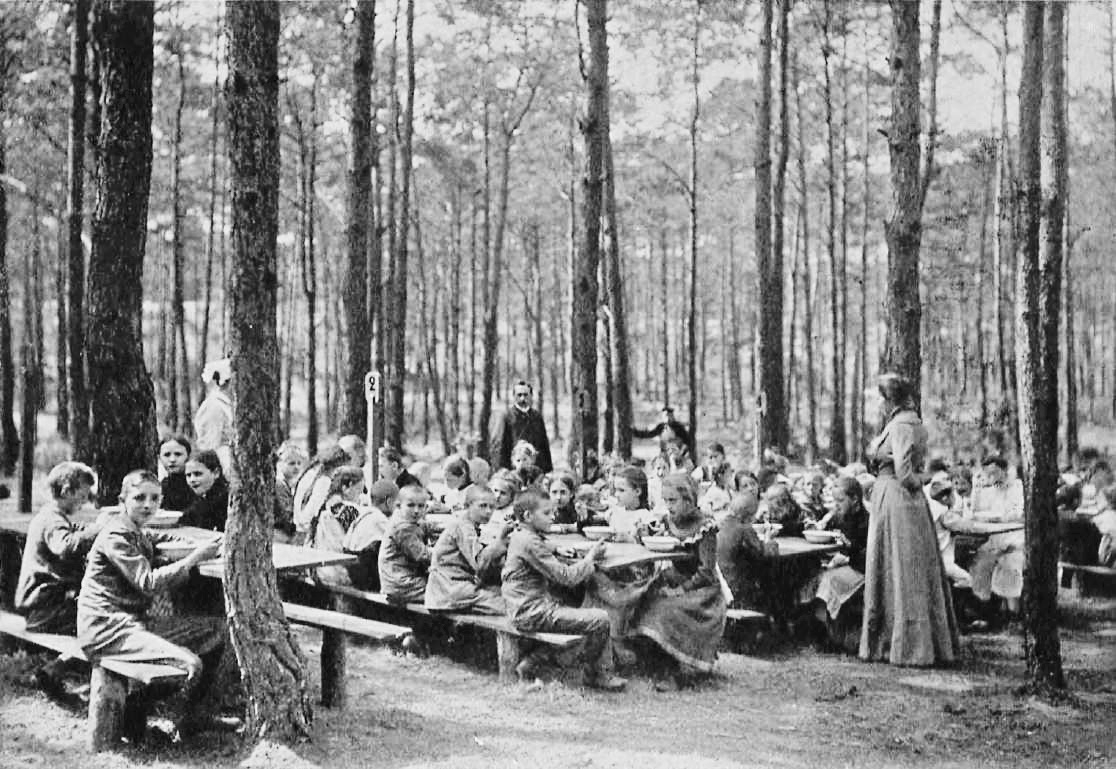
Foto 2: Schüler der Waldschule für kränkliche Kinder in Charlottenburg bei Berlin beim Essen im Grunewald (1904)

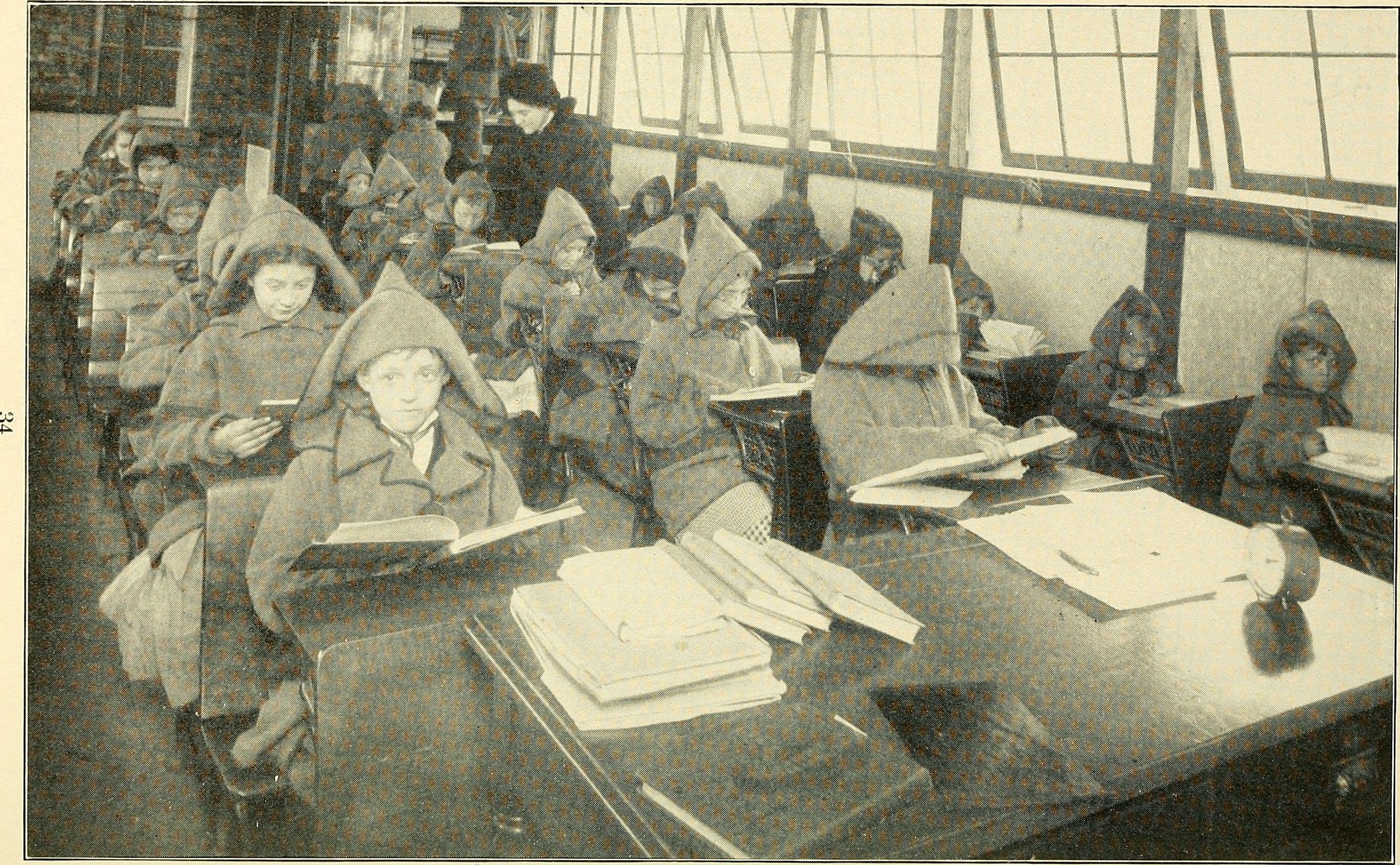
Foto 3: Die „open-air crusaders“ (Freiluft-Kreuzfahrer) der Elizabeth McCormick Open-air School, Chicago, USA, 1911

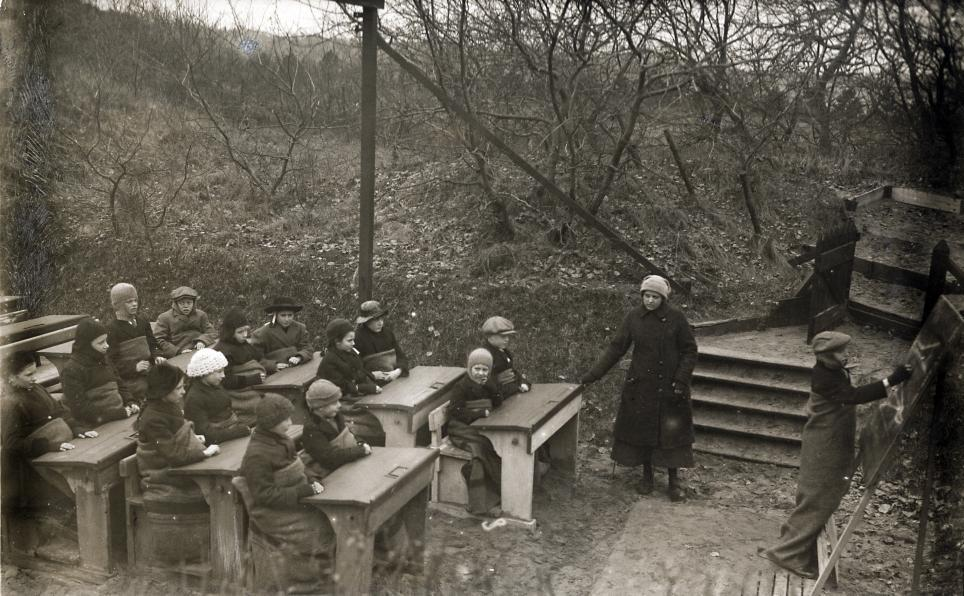
Foto 4: Openluchtschool in den Niederlanden, 1918

Historisch wurden Freiluftschulen von der ersten Dekade des Zwanzigsten Jahrhunderts an bis vor den Zweiten Weltkrieg von der Heilpädagogik begründet, insbesondere von Kliniken, um speziell der weit verbreiteten Tuberkulose vorzubeugen. Als deren Ursache galt ein geschwächtes Immunsystem, das beispielsweise auf die großstädtischen Wohnverhältnisse für die Arbeiterschaft mit mangelnder Frischluftzufuhr und wenig Sonnenlicht in den verschachtelten Hinterhöfen zurückgeführt wurde.
Die Gründung der Schulen geht auf eine Initiative des Berliner Kinderarztes Adolf Baginsky zurück, der bereits 1881 zur Gesundheitsförderung explizit eine Waldschule angedacht und gefordert hatte. Zuvor hatte bereits der Züricher Pfarrer Hermann Walter Bion (1830–1909) im Jahr 1876 gefordert, Pflegehäuser für erholungsbedürftige Kinder einzurichten, in denen sie jederzeit aufgenommen würden, ohne in ihrem Schulunterricht Einbußen zu erleiden.
Teilweise sind Freiluftschulen auch aus Einrichtungen hervorgegangen, die früher für sozial gefährdete Kinder und Jugendliche eingerichtet worden waren. Andere Freiluftschulen sind kommunale Gründungen, manche standen jedoch auch unter privater Trägerschaft bzw. der von Stiftungen. Nicht alle wurden explizit als Freiluftschulen bezeichnet, in Deutschland viele als Waldschulen. Andere verdeutlichten in ihrem Namen den unmittelbaren Bezug zur Natur (Schule am Meer). Gemeinsam war ihnen allen jedoch das Ziel, Kinder und Jugendliche in ihrer Physis zu kräftigen und gesundheitlich zu stabilisieren bzw. zu fördern.
Der Aufenthalt in den saisonal bzw. temporär betriebenen Freiluftschulen wurde bei medizinisch bestätigtem Bedarf von städtischen Fürsorgeärzten verordnet: Gesundheitlich gefährdete Kinder, die auch im Vorschulalter sein konnten, erhielten z. B. sechswöchige Kuren in einer Freiluftschule. Während einer Saison wurden von einer dieser Freiluftschulen drei sechswöchige Kuren durchgeführt, an denen rund 750 Kinder teilnahmen. Der überwiegend im Freien verbrachte Tagesablauf umfasste Freiübungen (Gymnastik), Sonnenbäder, Liegekuren und Wasserkuren, die darin bestanden, den entblößten Körper der Kinder per Schlauch mit kaltem Wasser abzuduschen. Die Kuren waren kostenpflichtig, die Eltern der Kinder zahlten beispielsweise 15 bis 20 Pfennig pro Tag. Die von der städtischen Freiluftschule ausgegebenen Mahlzeiten waren kostenfrei, auch die gesamte Kur, sofern die Eltern mittellos waren.
Als weltweit erste Freiluftschule gilt die von dem Berliner Kinderarzt Bernhard Bendix und dem Berliner Schulrat Hermann Neufert (1858–1935) im Jahr 1904 gegründete Waldschule für kränkliche Kinder in Charlottenburg bei Berlin, die zunächst jedoch nur in den Sommermonaten als Sonderschule betrieben wurde und bis etwa Ende der 1920er Jahre keine eigenständige Schule war. Somit lagen die Schwerpunkte der Freiluftschulen zum einen darin kompensatorische Bedingungen für das Aufwachsen der Kinder zu schaffen und zum anderen als rehabilitative Einrichtung für erkrankte Kinder und Jugendliche.
Als erste voll-funktionale und eigenständige deutsche Freiluftschule, die von der Sexta bis zur Oberprima inklusive Reifezeugnis führte, wird die 1925 gegründete Schule am Meer im Loog auf der Nordseeinsel Juist bezeichnet. Zu deren Zielsetzung gehörte u. a. eine körperliche Abhärtung ihrer Schüler, die durch die See, die Nordseeluft, sportliche, handwerkliche und musische Betätigung („Körperbildung“) sowie eine lebensreformerische Ernährung erreicht werden sollte.
In England eröffnete 1907 die erste open-air school in Bostall Heath and Woods im Arbeiterquartier Plumstead, im heutigen Royal Borough of Greenwich des London County Council. In den Vereinigten Staaten wurde 1908 in Providence, Rhode Island, die erste open-air school gegründet. Mit der Eerste Nederlandse Buitenschool in Den Haag entstand 1913 die erste niederländische Freiluftschule. In der Schweiz wurde mit der Waldschule Zürichberg in Hirslanden 1914 die erste Freiluftschule gegründet.

## Architektur

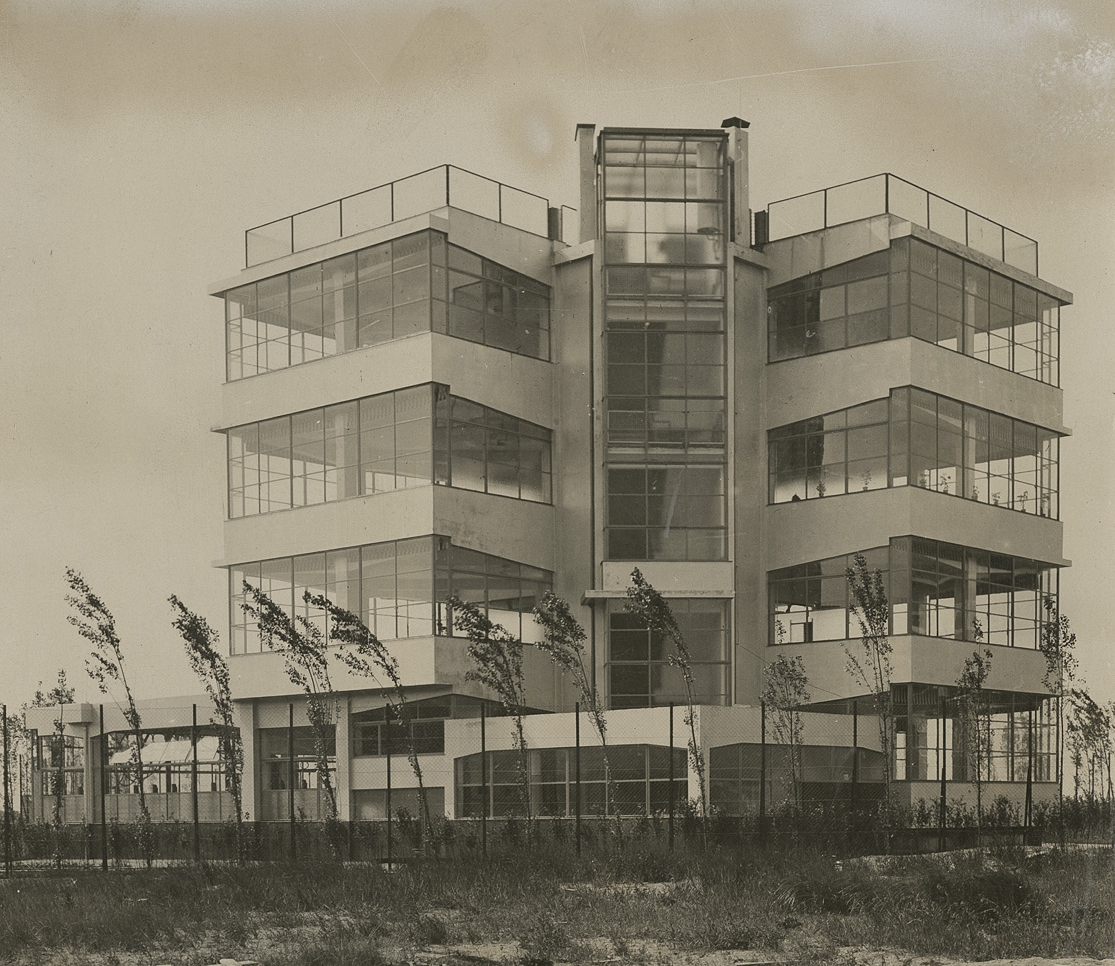
Foto 7: Openluchtschool voor het gezonde kind (Freiluftschule für das gesunde Kind) von Johannes Duiker, Amsterdam, Niederlande, 1930

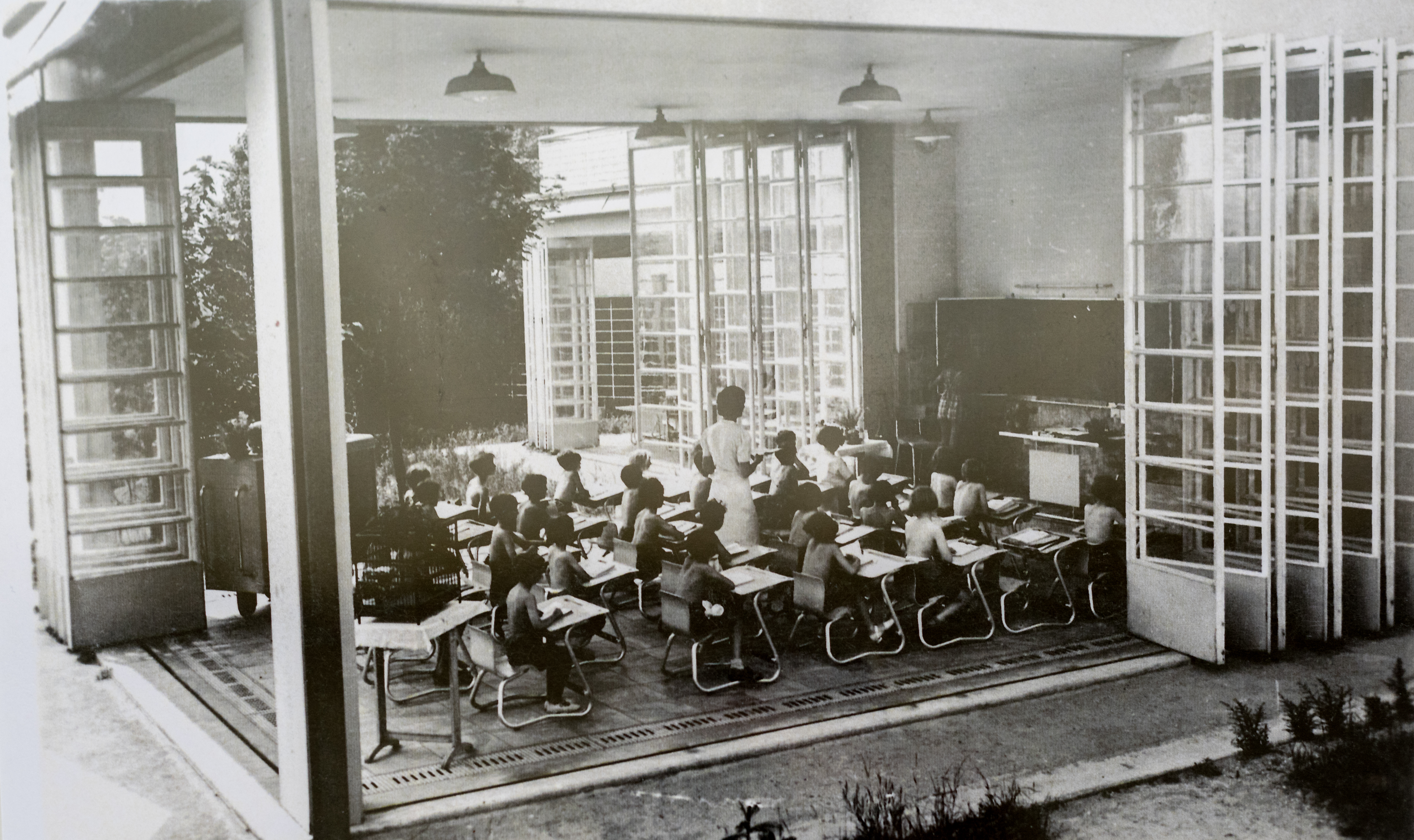
Foto 5: École de plein air de Suresnes, Frankreich, undatiert

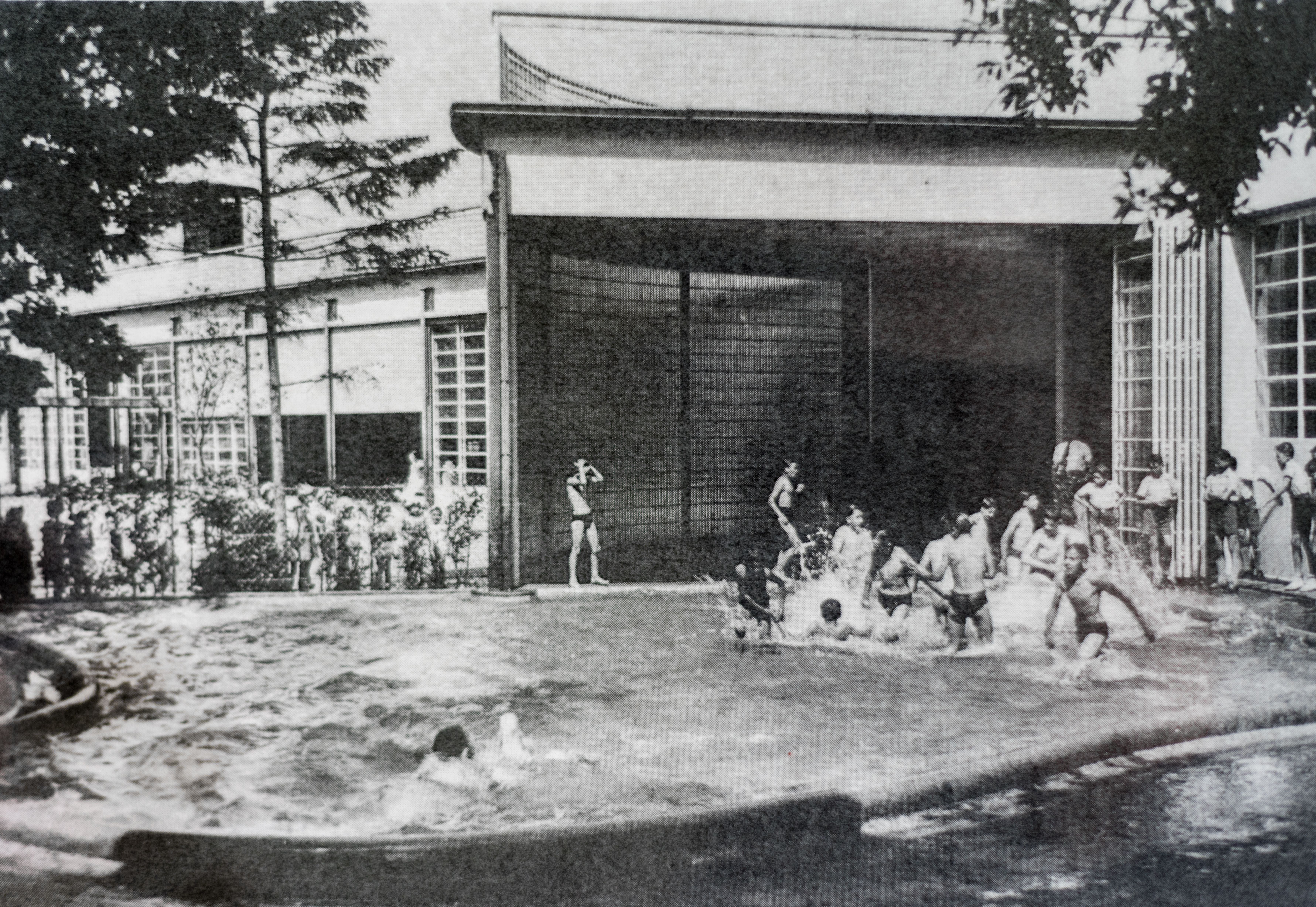
Foto 6: École de plein air de Suresnes, Frankreich, undatiert

Freiluftschulen wurden zum Teil architektonisch so gestaltet, dass sie besonders viel Licht in die Räumlichkeiten ließen, großflächig zu öffnende Fensterfronten besaßen und mit viel Grünfläche oder gar eigenen Plansch- bzw. Schwimmbecken im Freien ausgestattet waren. Dazu wurden teilweise ungewöhnliche Konzepte realisiert. Um auch bei kalten Außentemperaturen und geöffneten Fenstern im Klassenraum nicht zu frieren, wurden Kinder speziell eingekleidet (siehe Foto 3).
Ein herausragendes Beispiel für eine solchermaßen spezielle Architektur einer Freiluftschule stellt die reformpädagogische École de plein air in Suresnes in der nahe Paris gelegenen Region Île-de-France dar. Die zwischen 1932 und 1935 auf dem Mont Valérien von Eugène Beaudouin und Marcel Lods errichtete Freiluftschule gilt heute als Ikone der Klassischen Moderne. Sie bestand aus einem zweigeschossigen Hauptgebäude mit spezieller Lüftungstechnik und insgesamt acht freistehenden Pavillons. Hauptgebäude und Pavillons, die über eingehauste Gänge miteinander verbunden waren, verfügten über ein Geflecht von Dachterrassen, die von den Schülern genutzt werden konnten. Die Pavillons besaßen eine außergewöhnliche Fassadentechnik, bei der sich jeweils drei Seiten des darin enthaltenen Klassenraumes durch raumhohe verglaste Falttüren komplett öffnen ließen (siehe Foto 5). Dadurch konnte man auf unterschiedliche Witterungsbedingungen bzw. Starkwind durch ein variables Öffnen der Seiten je nach Windrichtung flexibel reagieren. Selbst der Geographie-Unterricht musste nicht mit empfindlichem Kartenmaterial im Klassenraum abgehalten werden – der Globus ließ sich im Freien zu Fuß erkunden. Eine etwa vier Meter hohe Kugel mit einer topographischen 3D-Ansicht der Kontinente konnte von den Schülern und Lehrkräften im Außenbereich der Schule per Wendeltreppe umrundet werden. Über die Einzelnachweise können weitere Fotos abgerufen werden.

## Gegenwart
Der Fokus der Freiluftschulen liegt heute auf Schülern von Grund- und Förderschulen, grundsätzlich stehen sie jedoch auch Schülern weiterführender Schulen offen. Außerhalb der Schultage, z. B. an Wochenenden oder während der Schulferien, stehen sie oft auch außerschulischen Gruppen zur Verfügung, so kirchlichen Gruppen, Musikgruppen, Sportvereinen. Eine Freiluftschule wird im Tagesbetrieb genutzt, Schülergruppen bzw. Schulklassen verbringen dort den Tag, übernachten aber nicht in jedem Fall dort. Die Optionen sind von der Konzeption und Ausstattung der jeweiligen Einrichtung abhängig.
Ziel der Freiluftschulen ist es zumeist, den Kontakt von Stadtkindern und -jugendlichen zur Natur zu ermöglichen. In selbst organisierten Sachunterricht- bzw. Biologie-Projekten können sie beispielsweise vormittags Unterricht zu naturbezogenen Themen erhalten, nachmittags Wälder, Seen oder Meer in der Umgebung der Freiluftschulen erkunden. Gemeinsame Mahlzeiten können in die Schulküchen entweder durch Catering-Services angeliefert oder dort eigenständig von den Schülern zubereitet werden. Weitere denkbare Projekte umfassen die Vermittlung alter Kulturtechniken wie die Veredelung des Getreidekorns zum Brot oder der Drucktechnik mit beweglichen Lettern, aber auch das Gestalten mit Farbe, Papier und Ton.